# Kościół Znalezienia Krzyża Świętego w Nieszawie
Kościół Znalezienia Krzyża Świętego – świątynia pofranciszkańska znajdująca się w Nieszawie, w powiecie aleksandrowskim, w województwie kujawsko-pomorskim.
Świątynia została wzniesiona w latach 1611-1635. Dwie kaplice zostały dostawione w XVIII wieku. Po kilkakrotnych przebudowach m.in. w wyniku pożarów w 1729 roku i 1841 roku utraciła częściowo cechy stylowe. Następnie została odbudowana w 1748 roku dzięki staraniom starosty Józefa Sokołowskiego. Podczas pożaru w 1841 roku zniszczeniu uległ zarówno budynek klasztorny, jak też prawie cały kościół (ocalało tylko prezbiterium i dwie kaplice). Odbudowa trwała dwa lata. Z powodu represji po powstaniu styczniowym w 1864 roku franciszkanie musieli opuścić klasztor. Został on przekazany duchowieństwu diecezjalnemu. Zakonnicy wrócili do miasta w 1919 roku, ale ponownie opuścili świątynię i klasztor w latach 1925-1937.

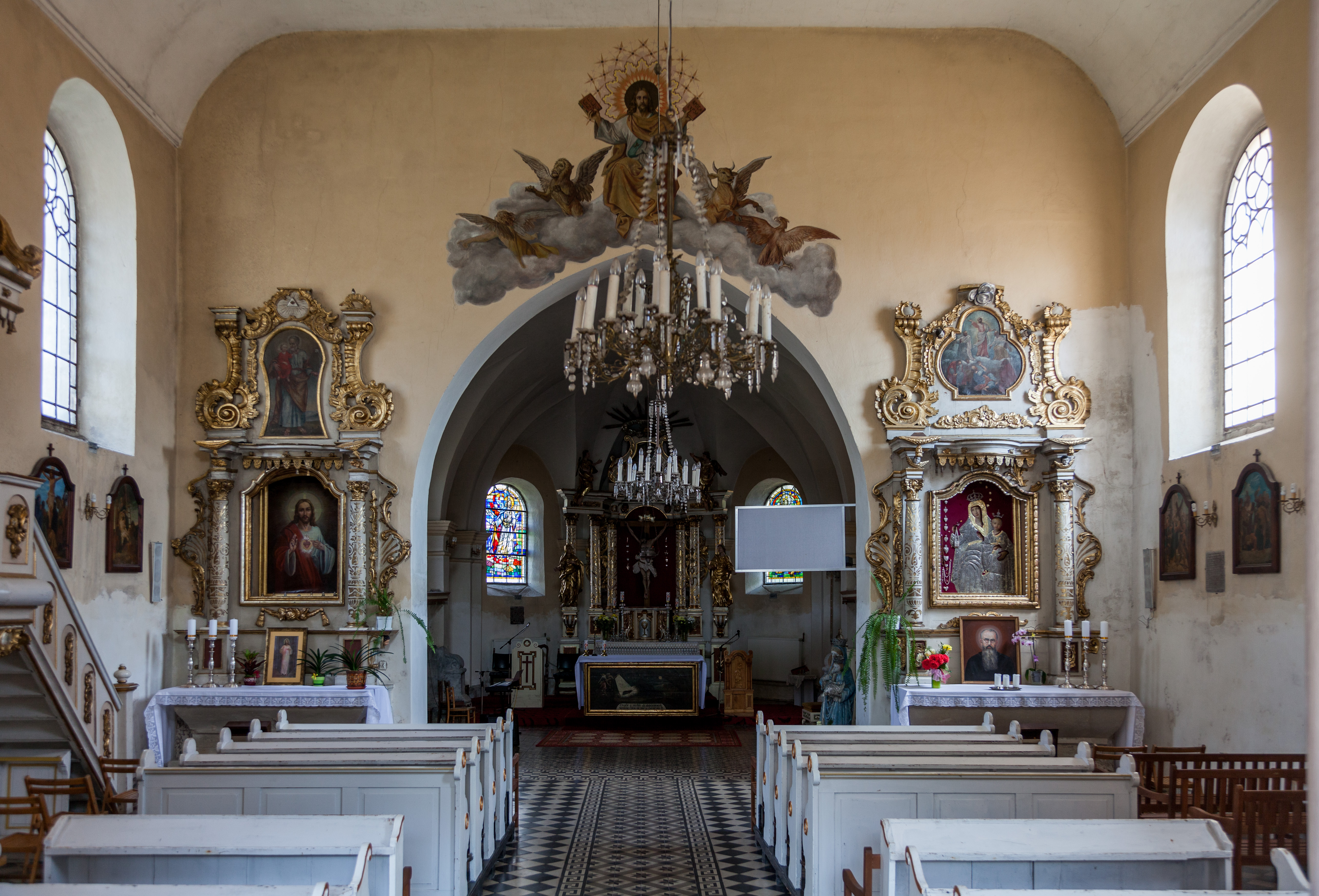
Wnętrze kościoła

Podczas II wojny światowej franciszkanie zostali aresztowani przez hitlerowców, a w kościele został urządzony magazyn nawozów mineralnych, wskutek czego zostało zniszczone częściowo jego wyposażenie. Od 1945 roku świątynia ponownie przeszła pod zarząd zakonu franciszkanów aż do 1973 roku, kiedy zakonnicy przekazali ją diecezji włocławskiej. Budowla była remontowana w latach 1973-1978 i ostatecznie został w niej umieszczony Diecezjalny Dom Rekolekcyjny im. św. Maksymiliana Kolbego (ojciec Maksymilian przebywał w Nieszawie w 1922 roku, aby podratować swoje zdrowie).
Świątynia jest wzniesiona z cegły i orientowana. Z czasów przed przebudowy zachowało się tylko trójbocznie zamknięte prezbiterium ze sklepieniem kolebkowym i lunetami. Do prezbiterium jest dobudowany piętrowy klasztor. Do zabytkowego wyposażenia świątyni należą: ołtarz główny, w stylu rokokowym, pochodzący z 1752 roku (jest ozdobiony rzeźbioną Grupę Ukrzyżowania), dwa konfesjonały, w stylu rokokowym, pochodzące z drugiej połowy XVIII wieku, rzeźba Matki Boskiej z Dzieciątkiem, pochodząca z II połowy XVIII wieku, dwa krucyfiksy drewniane, pochodzące z XVIII wieku, obraz św. Józefa, pochodzący z pierwszej połowy XVII wieku, obraz Matki Boskiej Szkaplerznej, słynący łaskami, pochodzący z przełomu XVII/XVIII wieku, wieczna lampa, pochodząca z XVII wieku, pacyfikał z relikwiami św. Antoniego, pochodzący z XVIII wieku.